# Ёлкино (Владимирская область)
Ёлкино — упразднённая деревня в Вязниковском районе Владимирской области России.

## География
Урочище находится в северо-восточной части области, в зоне хвойно-широколиственных лесов, в пределах Волжско-Окского междуречья, к югу от реки Вондух, на расстоянии примерно 27 километров (по прямой) к юго-западу от города Вязники, административного центра района.

### Климат
Климат характеризуется как умеренно континентальный. Средняя температура воздуха самого холодного месяца (января) — −11,1 °C (абсолютный минимум — −48 °С), средняя максимальная температура воздуха (июля) — +23,3 °С (абсолютный максимум — +37 °С). Годовое количество атмосферных осадков составляет около 607 мм, из которых 413 мм выпадает в период с апреля по октябрь.

## История
В «Списке населенных мест Владимирской губернии по сведениям 1859 года» населённый пункт упомянут как удельная деревня Акулиха Судогодского уезда, расположенная при колодце, в 64 верстах от уездного города. В деревне насчитывалось 10 дворов и проживало 82 человека (41 мужчина и 41 женщина).
По состоянию на 1905 год, в Акулихе имелось 14 дворов и проживало 140 человек. В административном отношении деревня входила в состав Больше-Григоровской волости.
По данным 1926 года в деревне имелось 19 хозяйств (в том числе 16 крестьянских) и проживало 98 человек (44 мужчины и 54 женщины). Являлась центром Акулинского сельсовета.
В 1965 году переименована в Ёлкино. На момент упразднения входила в состав Буторлинского сельсовета Вязниковского района. Упразднена решением облисполкома № 329 от 2 апреля 1973 года как фактически не существующая.